# Masters de Indian Wells 1986
El 1986 Pilot Pen Classic fue la 11.ª edición del Abierto de Indian Wells, un torneo del circuito ATP. Se llevó a cabo en las canchas duras de La Quinta (California), en California (Estados Unidos), entre el 24 de febrero y el 3 de marzo de ese año.

## Ganadores

### Individual masculino
Joakim Nyström venció a  Yannick Noah, 6–1, 6–3, 6–2

### Dobles masculino
Peter Fleming /  Guy Forget vencieron a  Yannick Noah /  Sherwood Stewart, 6–4, 6–3